# Pleuromucrum lepralielloidum
Pleuromucrum lepralielloidum is een mosdiertjessoort uit de familie van de Phidoloporidae. De wetenschappelijke naam van de soort is, als Allorhynchozoon lepralielloidum, voor het eerst geldig gepubliceerd in 2001 door Liu.